# Hardcore Superstar
Hardcore Superstar är ett svenskt hårdrocksband från Göteborg. Bandet bildades 1997 och fick sitt publika genombrott 1999.   

## De första tio åren (1997–2007)
Hardcore Superstar bildades hösten 1997 i Göteborg av Joakim Berggren och Martin Sandvik. Deras tidigare band Link hade varit grunge-inspirerat men med det nya bandet ville de dra mer åt rock'n'roll. De behöll trummisen Mika Vaino från Link och rekryterade gitarristen Thomas Silver, som nyligen hade slutat i bandet Green Jesus Saviours. Silver hade tidigare spelat tillsammans med Berggren i banden Warhol och Glamoury Foxx. Det nya bandnamnet "Hardcore Superstar" föreslogs av Silver, och de gjorde sin första spelning på klubbscenen Down Under i Göteborg på hösten 1997. Under en av de tidiga klubbspelningarna med Hardcore Superstar blev Berggren presenterad av Silver som "Göteborgs egen Jocke Berg" (sångaren i Kent) och detta kom att fastna som artistnamn.

### It's Only Rock'n'Roll (1998)
Genom Silvers kontakter med den göteborgska skivbolagsetiketten Gain Records fick bandet sin låt Hello/Goodbye inkluderad på en samlingsskiva med titeln Gain Experience, vilket ledde till skivkontrakt med Gain. Debutalbumet It's Only Rock 'N' Roll gavs ut den 4 oktober 1998. Hello/Goodbye släpptes som första singel och musikvideo. Som andra singel släpptes Someone Special som under 1999 slutade på topp 20 i Trackslistans årssummering.
Utöver egna klubbspelningar agerade de förband åt Backyard Babies, Motörhead och Dio i Sverige och Norge. Det brittiska skivbolaget Music for Nations blev intresserade och erbjöd ett nytt världsomspännande kontrakt. I slutet av 1998 slutade Mika Vaino i bandet. Jocke Berggren rekryterade då Magnus "Adde" Andreasson, som varit originaltrummis i Link och även spelat i det egna bandet Dorian Gray. Adde hade lämnat Link och Göteborg för att studera musik under ett par år vid Musicians Institute i Los Angeles, men hade nu flyttat hem.

### Bad Sneakers and a Piña Colada (2000)
Istället för att ge ut It's Only Rock 'N' Roll på nytt med Music for Nations, vilket skivbolaget föreslog, insisterade bandet på att få spela in ett nytt album med den nya medlemmen Adde. Albumet blandade nyinspelningar av låtar från debuten med nyskrivet material. Bad Sneakers and a Piña Colada gavs ut på våren 2000 och blev bandets internationella debutalbum. Someone Special återsläpptes som singel, följd av Liberation och Have You Been Around. Musikvideon till Liberation nominerades för en Grammis. Hela år 2000 ägnades åt turné i Europa och Japan. Turnén fortsatte in i 2001 då de även spelade i Kanada.
Vintern 2001 släpptes den svenskspråkiga singeln Staden Göteborg som var en Troublemakers-cover och gjordes tillsammans med Göteborgsbandet LOK. De två banden gjorde i februari 2001 även en spelning på Pustervik i Göteborg under P3 Popstad, då samtliga medlemmar var på scen samtidigt och spelade varandras låtar tillsammans. Under sommaren upprepade de konceptet när de gemensamt agerade förband åt AC/DC på Ullevi. Hardcore Superstar fick även öppna åt AC/DC en andra gång i Turin där de ersatte Megadeth.

### Thank You (For Letting Us Be Ourselves) (2001)
I september 2001 kom albumet Thank You (For Letting Us Be Ourselves) med singeln Shame och dubbelsingeln Significant Other / Mother's Love. Detta album hade oväntat ett mer varierat och välpolerat sound än föregångarnas actionrock, med ett par finstämda ballader och stråkarrangemang. Bandet gav sig under hösten ut på ny turné i Europa och Japan som fortsatte under vintern 2002 och följdes av sommarturné där de var ett av banden under invigningen av Öresundsbron i Malmö.    

### No Regrets (2003)
På våren 2003 spelades nästa album in och under påbörjad sommarturné släpptes singeln Honey Tongue. I samband med singelsläppet den 17 juli spelade bandet på TV4:s tak i Nyhetsmorgon, vilket orsakade klagomål från kvarterets grannar och ledde till att TV4 därefter inte fick ha högljudda musikframträdanden utomhus. Albumet No Regrets släpptes 27 augusti, återigen med nytt sound jämfört med föregångaren. Från albumet släpptes även singeln Still I'm Glad. Hösten 2003 och vintern 2004 turnerade bandet i Sverige och Europa. I mars 2004 spelade de för första gången i USA där de gjorde en kort turné sponsrad av Svenska Exportrådet tillsammans med tre andra svenska akter. Inför en spelning på CBGB i New York hölls ett cocktailparty på Svenska Konsulatet där medlemmar i bandet hamnade i slagsmål med Aftonbladet-journalisten Fredrik Virtanen.
När man kom tillbaka från USA var stämningen irriterad inom bandet och man bestämde sig för att ta en paus på obestämd tid.

### Hardcore Superstar (2005)
Våren 2005 gjorde bandet comeback med några spelningar i Italien och premiärspelade de nya låtarna Wild Boys och We Don't Celebrate Sundays. De hade återgått till sitt gamla skivbolag Gain och under sommaren släpptes Wild Boys som cd-singel och blev den mest sålda hårdrockssingeln i Sverige. I augusti gjorde bandet sin första svenska comebackspelning på invigningen av Ungdomens Hus i Partille, där de meddelade att det var sista konserten på No Regrets-eran. I oktober följde några spelningar som förband åt Motörhead och cd-singeln We Don't Celebrate Sundays. Den 2 november släpptes det självbetitlade albumet Hardcore Superstar med ett nytt hårdare sound. Albumet som var inspelat i Addes hemmastudio togs emot med toppbetyg i flera av de största svenska tidningarna och nominerades till en Grammis. Under hösten och vintern gav sig bandet ut på ny klubbturné i Sverige och Japan. Även låtarna My Good Reputation och Bag On Your Head lanserades som singlar. En klubbkonsert på Sticky Fingers i Göteborg den 25 mars 2006 filmades och släpptes till sommaren som DVD. I juni 2006 spelade bandet för första gången på Sweden Rock Festival. Under hösten 2006 följde Europaturné med Babylon Bombs som förband och fler spelningar i Japan, däribland en festivalspelning i Tokyo som senare gavs ut på DVD som officiell merchandise.
Bandet ansåg sig med denna comeback ha hittat sitt eget sound, som de senare skulle komma att benämna som street metal.

### Dreamin' in a Casket (2007)
Sommaren 2007 släpptes nya singeln Bastards som sålde guld och fick en tredjeplats på Sommartoppen (där den även blev fjärde populäraste låten under hela sommaren) samt en fjärdeplats på den svenska singellistan. Låten skulle dock komma att utelämnas från det nya albumet. Under sommarturnén spelade bandet åter igen på Sweden Rock Festival, denna gång på största scenen. Denna konsert gavs precis som Tokyo 2006 ut på DVD som officiell merchandise. Under sommaren premiärspelades fler låtar från det kommande albumet (Medicate Me, Sophisticated Ladies och No Resistance).  
Den 7 november 2007 släpptes albumet Dreamin' in a Casket. Det spelades in delvis i Addes hemmastudio och delvis i In Flames studio i Göteborg, och hade ett hårdare metal-sound än föregångaren. Det blev åter igen toppbetyg i flera stora tidningar och ännu en Grammisnominering. Titelspåret samt låtarna Silence for the Peacefully och Medicate Me släpptes som singlar. Följande Europaturné kallades "Mentally Damaged Tour" och inleddes i Helsingfors den 12 november.

## 2008–2023

### Vic Zino ersätter Thomas Silver (2008)
Den 24 januari 2008 meddelade bandet via sin hemsida att Thomas Silver valt att sluta i bandet eftersom han tappat lusten till turnélivet. De inbokade spelningarna, bland annat ett utsålt Lisebergshallen i Göteborg, genomfördes med Vic Zino som ersättare. Vic Zino lånades in från Crazy Lixx, som varit förband under Europaturnén, och när han senare under turnén erbjöd sig att stanna blev han bandets nye gitarrist. Bandet fortsatte att turnera under 2008, och uppträdde bl.a. som musikinslag vid öppningen av NHL i Globen den 4 oktober 2008.

### Beg For It (2009)
I mellandagarna mellan jul och nyår 2008 påbörjades nästa album, återigen i In Flames-studion. Singeln Beg For It släpptes 15 april 2009 och ingick i majnumret av Close-Up Magazine. Albumet med samma namn, Beg For It, släpptes den 3 juni. Låten Into Debauchery blev musikvideo. Albumet blev bandet tredje raka Grammisnominering.

### Split Your Lip (2010)
Den 9 augusti 2010 annonserade bandet att nästa album, med titeln Split Your Lip, skulle släppas i januari 2011. Under en konsert på Götaplatsen den 11 augusti premiärspelade de låtar från albumet (Here Comes That Sick Bitch, Sadistic Girls och Last Call For Alcohol). Med novembernumret av Sweden Rock Magazine 2010 kom en dubbel-singel med låtarna Moonshine och Guestlist. Albumet släpptes den 26 november, två månader före vad som tidigare angetts. Albumet hade repats in under lång tid och spelades in live på fem dagar i Studio Bohus i Kungälv. Adde beskrev sin vision för det nya soundet som ett stökigt lägenhetsbråk. Albumet följdes upp av intensivt turnerande under vintern och följande år. 27 oktober 2011 släpptes även samlingsalbumet The Party Ain't Over 'Til We Say So som gav ännu en klubbturné i Sverige och Europa. Samlingsalbumet innehöll den nya låten We Don't Need a Cure som hade fått sin premiär på Bandit Rock 31 augusti 2011.

### C'Mon Take On Me (2013)
Den 27 februari 2013 kom nästa album, C'mon Take On Me, inspelat på Brew House i Göteborg. Låtarna mixades av Randy Staub, som tidigare arbetat åt Metallica, och bandet instruerade honom att ordna ett storslaget sound. Albumet följdes i vanlig ordning upp av turnerande i Sverige och Europa, och den 1 juni var de förband åt Kiss på Friends Arena i Stockholm. Till albumet gjordes fyra musikvideor, för låtarna One More Minute, Above the Law, Because of You och C'Mon Take On Me.   

### HCSS (2015)
I oktober 2014 släpptes singeln Glue inför ett kommande nytt album och under hösten gjordes en Tysklandsturné som support åt Gotthard. I januari 2015 flög bandet över till USA för deras första amerikanska spelning på över tio år, på ett utsålt Whisky a Go Go i Los Angeles. I början av mars kom andrasingeln Touch the Sky och under vårturnén som kallades "When We Touch The Sky Tour" spelades många av låtarna från det ännu osläppta albumet. Den 22 april släpptes albumet med titeln HCSS. En stor del av inspirationen till albumet kom när ett fan i England lyckats gräva fram gamla demos från 1994 med bandets föregångare Link, och några av låtarna var därför nya versioner på 20 år gamla idéer. Glue var det enda fysiska singelsläppet, medan Touch The Sky och även Don't Mean Shit fick musikvideo. Under 2016 turnerade bandet i Storbritannien och USA tillsammans med Michael Monroe.

### You Can't Kill My Rock'n'Roll (2018)
Den 12 oktober 2017 släpptes singeln Have Mercy On Me inför ett kommande album, och under 2018 följde ytterligare fyra singlar (Bring the House Down, Electric Rider, Baboon och AD/HD) innan albumet You Can't Kill My Rock'n'Roll slutligen släpptes den 21 september 2018. Även titelspåret fick musikvideo. Albumet blev Grammisnominerat.

### Abrakadabra (2022)
Under sensommaren 2020 meddelade bandet via sina sociala medier att ett nytt album var färdigrepeterat och skulle spelas in under hösten. För produktionen samarbetade man med Johan Reivén som tidigare arbetat på det självbetitlade albumet 2005. Albumet var färdigt att mixas i februari 2021, men eftersom allt turnerande var omöjligt under Covid-19-pandemin fanns det ingen exakt deadline. 
I mars 2021 tillkännagav Klocktornet destilleri att de tagit fram två spritsorter tillsammans med Hardcore Superstar, och att den första skulle släppas i juni tillsammans med en ny singel och att den andra skulle släppas i augusti tillsammans med det nya albumet (denna tidsplan för ny musik visade sig sedermera inte stämma, eller vara uppskjuten). Albumtiteln tillkännagavs som Abrakadabra.
Som första singel släpptes Catch Me If You Can med tillhörande video i augusti 2021, och under hösten 2021 följde ytterligare två singlar med video, Dreams In Red och Weep When You Die. Låtarna premiärspelades live under de fåtal konserter som gavs under hösten 2021.
En fjärde singel, Forever and a Day, släpptes med tillhörande video i januari 2022. I februari släpptes Fighter som femte singel och video. Albumet gavs ut 25 mars 2022. Kvällen innan, 24 mars, släpptes en video till titelspåret Abrakadabra.         

### Adde slutar (2024)
Inför 2023 meddelade bandet att Adde skulle ta en längre paus från livespelningar. Johan Reivén var vikarierande livetrummis under hela 2023. I december 2023 avtackades Johan för vikariatet och det meddelades att Adde skulle återvända under våren. Men den 6 februari 2024 meddelade istället Adde och bandet via sina sociala medier att han efter 25 år valt att lämna Hardcore Superstar. Johan Reivén återkom som vikarierande trummis under 2024.

## Medlemmar

### Nuvarande medlemmar
- Jocke Berg – sång (1997– )
- Martin Sandvik – basgitarr (1997– )
- Vic Zino – gitarr (2008– )

### Tidigare medlemmar
- Magnus "Adde Moon" Andreasson – trummor (1999–2024)
- Thomas Silver – gitarr (1997–2008)
- Mika "Dyna Mike" Vainio – trummor (1997–1998)

## Diskografi
Studioalbum
- 1998 – It's Only Rock 'N' Roll
- 2000 – Bad Sneakers and A Piña Colada
- 2001 – Thank You (For Letting Us Be Ourselves)
- 2003 – No Regrets
- 2005 – Hardcore Superstar
- 2007 – Dreamin' in a Casket
- 2009 – Beg For It
- 2010 – Split Your Lip
- 2013 – C'mon Take On Me
- 2015 – HCSS
- 2018 – You Can't Kill My Rock N' Roll
- 2022 – Abrakadabra

Samlingsalbum
- 2011 – The Party Ain't Over 'til We Say So

Singlar
- 1998 – Hello/Goodbye
- 1999 – Someone Special (även släppt 2000)
- 2000 – Liberation
- 2001 – Shame
- 2001 – Staden Göteborg (med LOK)
- 2002 – Mother's Love / Significant Other
- 2003 – Honey Tongue
- 2003 – Still I'm Glad
- 2005 – Wild Boys
- 2005 – We Don't Celebrate Sundays
- 2006 – My Good Reputation
- 2007 – Bag on Your Head
- 2007 – Bastards
- 2007 – Dreamin' in a Casket
- 2007 – Silence For The Peacefully
- 2008 – Medicate Me
- 2009 – Beg for It
- 2009 – Into Debauchery
- 2010 – Moonshine / Guestlist
- 2011 – We Don't Need A Cure
- 2012 – One More Minute
- 2013 – Above The Law
- 2013 – Because of You
- 2013 – C'Mon Take On Me
- 2014 – Glue
- 2015 – Touch The Sky
- 2015 – Don't Mean Shit
- 2017 – Have Mercy On Me
- 2018 – Bring the House Down
- 2018 – Electric Rider
- 2018 – Baboon
- 2018 – AD/HD
- 2018 – You Can't Kill My Rock'n Roll
- 2021 – Catch Me If You Can
- 2021 – Dreams In Red
- 2021 – Weep When You Die
- 2022 – Forever and a Day
- 2022 – Fighter